# DNA (песня Little Mix)
DNA (с англ. — «ДНК») — песня британской гёрл-группы Little Mix, выпущенная в качестве второго сингла с одноимённого дебютного альбома. 1 октября 2012 песня впервые прозвучала на радиостанциях Великобритании. 9 ноября 2012 песня стала доступной для цифровой загрузки в iTunes и прочих интернет-магазинах. Песня написана командой TMS, Иэном Джеймсом и участницами Little Mix. Продюсерами также стали участники команды TMS.
«DNA» получил положительные отзывы от критиков, которые хвалили сильный вокал группы и мрачное звучание песни. Трек сравнивали с синглом Кэти Перри «E.T.» (2011), который стал вдохновением для создания «DNA». Песня оказалась коммерчески успешной: дебютировала с третьего места в UK Singles Chart с количеством 72 044 проданных копий в первую неделю, став третьим хитом группы. Также сингл вошёл в десятку лучших в Ирландии, Венгрии и Шотландии, получил золотую сертификацию в Австралии, где занял 48 место в чарте.
Видеоклип на песню был снят Сарой Чатфилд, премьера состоялась 19 октября 2012. Стиль клипа напоминаем книгу комиксов, где Little Mix представлены женщинами-убийцами, похищающих мужчин, которыми они одержимы. Критики дали положительные отзывы, отметив сходство клипа с серией комиксов «Город грехов» и Женщиной-кошкой. Little Mix исполняли «DNA» на шоу Loose Women и The X Factor. Также песню исполняли во время DNA Tour (2013).

## История

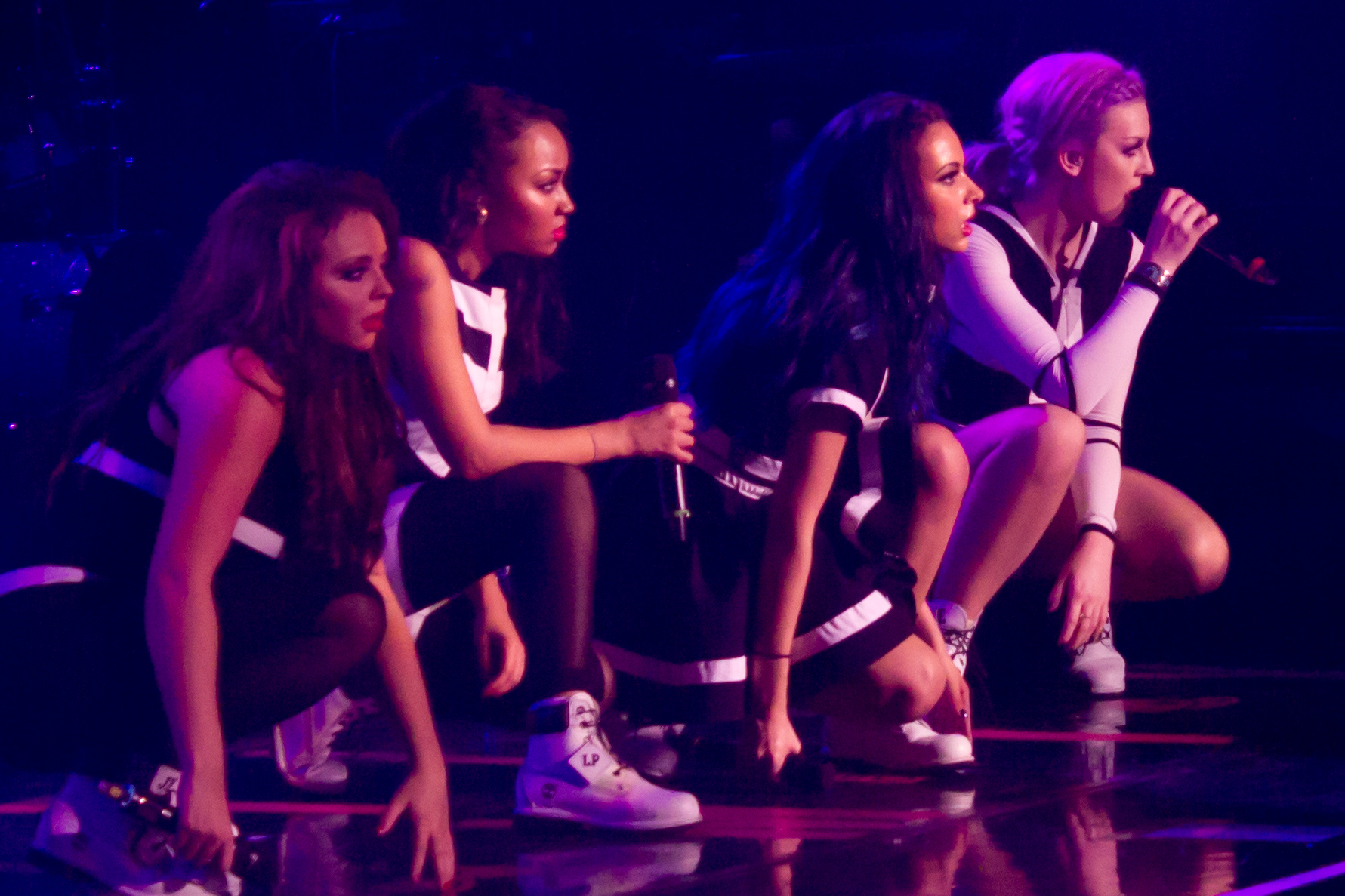
Little Mix исполняют «DNA» во время DNA Tour (2013).

В январе 2012 Little Mix приступили к записи песен для своего дебютного альбома. Группа работала с продюсерской группой TMS и Иэном Джеймсом над рядом песен, четыре из которых вошли в альбом. Одной из этих песен была «DNA», название которой впоследствии было выбрано для названия альбома. Песня была написана на основе личного опыта участниц группы. Группа хотела создать песню о своём личном опыте, чтобы улучшить качество живых выступлений. Эдвардс сказала: «Мы выступаем лучше, когда слова песни что-то значат для нас». «DNA» была написана, чтобы показать совершенно других Little Mix. При создании песни Little Mix приняли во внимание, какое их выступление на X Factor было самым просматриваемым. Их выступление с песней Кэти Перри «E.T.» набрало наибольшее количество голосов. Джейд Фёрволл описала их версию «E.T.» «довольно мрачной», поэтому группа хотела, чтобы «DNA» имела похожее звучание. Также для издания The Huffington Post Фёрволл сказала, что песня показывает насколько группа выросла.
«Мы хотели написать песню о парне, но чтобы она была нетипичной. У нас была задумка о чём-то научном и тогда мы начали искать соответствующие научные слова, которые описали бы любовь. Но на самом деле, если убрать все эти научные термины, то останется простая песня о любви».
«DNA» была основана на развивающихся эмоциях девушки, когда она впервые встречает парня. В интервью для Seventeen Перри Эдвардс рассказала: «Когда девушка впервые встречает парня, наступает тот вид романтики, когда кружится голова и ты чувствуешь себя счастливым. Вот о чём эта песня». Группа написала «DNA» в качестве уникальной песни о любви, используя научные термины, описывающие любовь. Кроме того, про песню можно сказать, что она об одержимости кем-то/ В интервью для The Guardian Ли-Энн Пиннок отметила: «Это не просто песня о любви. Это песня об одержимости кем-то до крайности».

## Релиз
31 августа 2012 Джеси Нельсон сообщила изданию Glamour, что третий сингл Little Mix будет кардинально отличаться от предыдущих двух, а также он покажет новую сторону группы, которую прежде никто не видел. Ли-Энн Пиннок отметила, что песня станет вторым синглом в поддержку дебютного лонгплея, немного раскрывающим содержание целого альбома. Пиннок добавила, что сингл выбирался между двумя другими песнями, но они хотели выпустить что-то «мрачное» и «отличающееся» от остальных треков. Беседуя с корреспондентом журнала, Пиннок объяснила выбор группы: «Это наш шанс показать, что мы действительно серьёзные и можем продемонстрировать наш вокал». 11 сентября 2012 во время конференции Sony Music Entertainment были обнародованы название и детали песни, а также продемонстрировано превью. После конференции Chart Show TV в своём Твиттере описали песню как «электро-балладу». Перед тем, как удалить твит, они также написали, что песня «очень крутая» и имеет «мощный вокал». 27 сентября 2012 в радио программе «In:Demand» было объявлено, что новый сингл Little Mix можно будет услышать на радио 1 октября 2012. Песню слили в Интернет 28 сентября 2012, за два дня до официальной радиопремьеры.
Цифровой релиз «DNA» был запланирован на 12 ноября 2012, но дату релиза перенесли на 9 ноября. 9 ноября 2012 на территории Великобритании и Ирландии был выпущен цифровой EP «DNA». В EP вошли две ремикс-версии сингла от Kat Krazy и Eyes. Оба ремикса получили положительные отзывы от критиков. «DNA» стал первым синглом группы, который не был выпущен на CD.

## Отзывы критиков
Джон Хорнбакл из So So Gay описал «DNA» как «захватывающую часть мрачной поп-музыки, с припевом, который придаёт изюминку не только этой песне, но и всему альбому». Песня была хорошо принята Вики Ньюман из Shields Gazette, которая считает, что трек демонстрирует «ошеломляющую» гармонию группы и позволяет их голосам «блистать». Ньюман также написала, что песня показывает рост и развитие Little Mix. Критик онлайн-издания Gigwise Эндрю Тренделл похвалил трек, написав «Быстрый бит и игра слов моментально делают DNA незабываемым». Адриан Триллс из Daily Mail похвалил песню за «изобретательный процветающий звук». Сингл был описан как «поп совершенство» Льюисом Корнером из Digital Spy, который выделил «мрачные звуки синтезатора, биты и готический финал». Джон Эрлс из британской газеты Daily Star дал синглу положительный отзыв, назвав его «формулой успеха», и присвоил ему 9 звёзд из 10. «DNA» был признан «удивительным» Клемми Муди из Daily Mirror. Ева Барлоу из NME описала песню как «фейерверк», сравнив её с хитом Кэти Перри «E.T.». Хэкфорд Джонс из Pressparty написал, что «DNA» является «разбушевавшейся частью futurepop и современным поп-гимном». Эми Гравилл из Entertainment Wise написала, что песня представляет собой «дерзкий шарм» группы. Также Гравилл описала трек как «заразительно пёстрый поп, что доказывает, что у девушек из группы есть то, что позволит им не отставать от своих соперников». Сиара Мур из The College View сказала, что «DNA» смог завоевать для Little Mix легион фанатов-подростков. Трент Мейнард из 4Music сказал, что «DNA» является «довольно мрачным для сладенькой четвёрки, но таким же броским и отшлифованным, как их предыдущие работы». Песня была описана как «абсолютный драгоценный камень» Лиззи Кокс из Sugar. Рик Фалтон из Daily Record дал положительный отзыв и присвоил песне 3 звезды из 5. Фалтон описал песню как «смелую электро-шалость» и «немного сложнее, чем Wings». Он добавил: «кажется у Little Mix есть большое желание быть в поле зрения нежели у прошлых победителей X Factor». Ники Диас из The Miami Hurricane сказала, что «DNA» показывает острую сторону группы. Диас также похвалила гармонию трека и текст, написав: «Гармония в песне невероятная, а текст броский». Мэтт Коллар из Allmusic назвал трек «очень броским и заразительным».
Зейн Малик из One Direction сказал, что это песня с «отличной мелодией». Аль Фокс из BBC Online сказал, что это лучший сингл Little Mix. Майкл Крэгг из The Guardian причислил сингл к тройкк лучших песен 2012 года. Музыкальный сайт Popjustice назвал «DNA» вторым лучшим синглом 2012 года и включил его в свой «ТОП-45 синглов 2012 года», написав: «это часть эстрадного искусства, такая изысканная и настолько важная для нынешнего и последующий поколений, что должна храниться в Музее Виктории и Альберта».

## Список композиций
- Digital EP[13]

1. "DNA" – 3:56
2. "DNA" (Kat Krazy Club Mix) – 5:33
3. "DNA" (Eyes Remix) – 4:43
4. "DNA" (Instrumental) – 3:57

## Чарты
| Чарт (2012–2013)                           | Высшая позиция |
| ------------------------------------------ | -------------- |
| Австралия (ARIA)                           | 48             |
| Европа (Billboard Euro Digital Song Sales) | 8              |
| Франция (SNEP)                             | 177            |
| Венгрия (Single Top 40)                    | 10             |
| Ирландия (IRMA)                            | 8              |
| Шотландия (OCC Scotland)                   | 3              |
| Словакия (Rádio — Top 100)                 | 46             |
| Великобритания (OCC UK Singles)            | 3              |
| США (Billboard Bubbling Under Hot 100)     | 14             |

| Чарт (2012)      | Позиция |
| ---------------- | ------- |
| UK Singles (OCC) | 115     |

## Сертификации
| Регион                                                      | Сертификация | Продажи |
| ----------------------------------------------------------- | ------------ | ------- |
| Австралия (ARIA)                                            | Золотой      | 35 000^ |
| Великобритания (BPI)                                        | Золотой      | 412,000 |
| ^ Данные о тиражах приведены только на основе сертификации. |              |         |